# HomePod

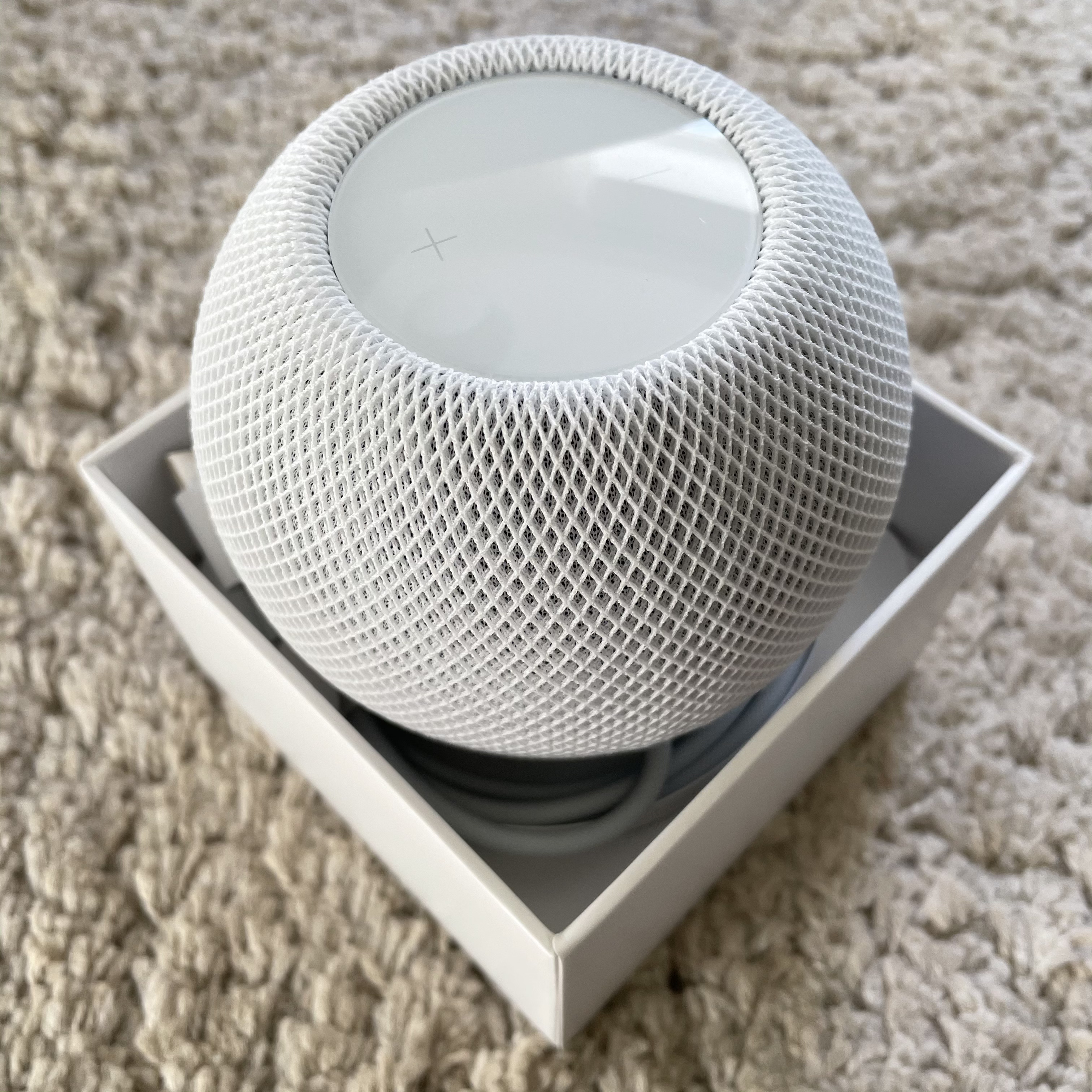
HomePod mini

HomePod（ホームポッド）は、Siriによる音声アシスタント機能を備えた、Apple製の家庭用スマートスピーカーである。

## 概要

### 第1世代
2017年6月5日、Apple A8を搭載したHomePodがWWDC 2017の基調講演において発表された。2018年2月9日にアメリカ合衆国、イギリス、オーストラリアで発売。価格は349ドル、日本では2019年8月23日から32,800円（税別）で発売。
本体内部に1基のウーファー、360°に配置された7基の指向性ツイーターおよび6基のマイクを搭載している。ただし、1台で使用する場合は、モノラル音声となる。ドルビーアトモス対応。無線LANはIEEE802.11a/b/g/n/acに対応。AirPlayをサポートし、複数台のHomePodやAirPlay対応ワイヤレススピーカーと協調して同時に音楽を流すことができる。本体色はホワイトとスペースグレイの2種類。
Apple Musicに対応し、ライブラリ内の楽曲やラジオをワイヤレスでストリーミング再生することができる。Siriによる人工知能アシスタント及び音声操作機能を搭載しており、ユーザの音楽の好みを学習して楽曲を推薦したり、話しかけることでHomeKitに対応したスマート家電を操作したりすることができる。
Appleは2021年3月12日（米現地時間）、HomePod (第1世代)を販売終了すると発表。在庫がなくなり次第終了となる。

### 第2世代
2023年1月18日、Apple S7（Apple A13 Bionicベース）を搭載したHomePod (第2世代)を2月3日より発売と発表。本体内部に1基の4インチウーファー、5基のホーンツイーターアレイおよび4基のマイクを搭載している。
1台でドルビーアトモス空間オーディオ対応。2台用意することで、より没入感のある空間オーディオが体験可能。無線LANはIEEE802.11a/b/g/n/に対応。AirPlayで複数台のHomePodやAirPlay対応ワイヤレススピーカーと協調して同時に音楽を流すことができる。本体色はホワイトとミッドナイトの2種類。価格は44,800円（299ドル）。Matter対応。

### HomePod mini
2020年10月13日に行われたAppleのスペシャルイベントで発表された。価格は99ドル、10,800円（税別）。
筐体が小型化され、Apple S5を搭載。基本的な機能はHomePodとほぼ同じ。Apple TV拡張スピーカー機能には発売当初は非対応だったが、2021年の春のイベントで対応が発表された。電源ケーブルは先端がUSB-Cとなっており、専用のACアダプターが必要（同梱されている）。
2021年10月19日に行われたAppleのスペシャルイベントでいままでのホワイト、スペースグレイに加えて新たにイエロー、オレンジ、ブルーを追加した。
2022年7月1日、14,800円（税込）へ価格改訂（米国で99ドルを維持）。
2024年7月17日、いままでのスペースグレイに代わるミッドナイトを新たに発売した。100パーセント再生メッシュ生地で作られている。

## 参入の背景と市場競争
人工知能アシスタントを搭載した家庭用スピーカーは一般にスマートスピーカーと呼ばれ、アマゾンのAmazon EchoやグーグルのGoogle Homeなどが先行しており、特にAmazon Echoは欧米市場を中心に高い人気を得ていた。そのためAppleもこの分野に参入し、Amazon.comなどに対抗するのではないかと見られていた。
Appleのティム・クックCEOはHomePod発表後のインタビューにおいて、「もちろんHomePodで他にもたくさんのことが出来て、それらも大事なことですが、高品質なオーディオ体験も同様に重視したかったのです」と述べ、特に音質面で他のスマートスピーカーと差別化したい考えを示した。
鳴り物入りで発売されたHomePodは、他社のスマートスピーカーと比べて音質面での優位性から、発売当初から高音質で音楽を聴きたいユーザやiPhoneユーザに支持されたが、他社と比べ高価格帯に設定されたことから販売面では苦戦を余儀なくされた。第2世代では、チップを変更し、スピーカーやマイクの数を減らすなどで、US$50値下げした（日本では円安の影響で価格が上昇した）。
さらに、2018年にはSonosがSonos Oneを発売し、2019年にはAmazonがAmazon Music HDの開始に伴ってEcho Studioを発売したことにより、HomePodの強みだった高品質なオーディオ体験という音質面での優位性は事実上失われることになる。
しかしながら、低価格のHomePod miniの発売により、HomePodの優位性が薄れたわけではなく、Apple TV 4K（第2世代）の発売によってeARC機能を使った音声出力機能に対応しており、Apple Musicの空間オーディオ及びロスレス対応化により、HomePod本来の性能を発揮できる環境は整ったといえる。AirPlay 2によって他社のストリーミングサービスの音楽も高音質で聴けること、Apple TVと接続できること、HomeKitのハブになるという他社製品には無いHomePod独自の機能が支持されている。
iPod touch（第7世代）32GBモデルは、Amazon Music HDやmora qualitasがサービスを開始し、Apple Musicも空間オーディオとロスレス対応したお陰で、低価格で買える音楽プレーヤーとして再評価されている。

## 特徴
音楽再生
HomePodではAirPlay 2をサポートしており、Apple Musicは勿論のこと他社のストリーミングサービスやPC・スマートフォンに保存されている音楽ライブラリの再生、Radikoなどの一部のオーディオ機器ではサポートされていないインターネットラジオの番組もAirPlay 2によって高品質な音楽再生が可能である。
ステレオペア機能
HomePodを2台用意して、ステレオペアによる音楽再生が可能である。ただし、ステレオ再生されるのは一部のApple純正アプリで再生した場合だけであり、それ以外のアプリでの再生はモノラル再生となる。
Apple TV拡張スピーカ機能
HomePodでは、Apple TVのスピーカーとして使うことも可能である。Apple TV 4K （第2世代）ではeARC機能に対応しており、テレビ音声を流すことが可能になった。
音声認識・連携機能
HomePodはスマートスピーカとしての性格を持っており、HomeKitのハブとしての機能を有しているだけでなく、Siriによる音声認識にも対応している。

## 他社製品との比較
アマゾンのAmazon EchoではAmazon Music HD、GoogleのGoogle Nest (Google home)ではGoogle Play Musicでの音楽再生に対応しているが、これらのスマートスピーカーでは、サポートされていない他社のストリーミングサービスでの音楽再生時や、PCやスマートフォンに保存されている音楽ライブラリの再生時は、Bluetoothでの接続が必須になるという致命的な欠点を抱えている。それに対して、HomePodではAirPlayをサポートしており、iPhoneやMacがサポートしているほぼ全ての音声を再生することが可能である。
音楽再生時の曲名・ジャケット表示は、iPhoneやMacなどから確認できる。
Amazon Echoシリーズとの比較
アマゾンはAmazon Music HDを開始し、Echo Studioを発売したことにより、Alexa対応製品の多さ、サービス面や音質面ではHomePodを凌駕していたが、Apple Musicの空間オーディオ及びロスレス化、Apple TV 4KのeARC対応によって、SONY 360 Reality Audioとハイレゾに対応しているEcho Studio以外は、HomePodと比べて機能面や音質面での優位性は事実上無くなったといえる。
Echoシリーズには音声出力端子があるのに対して、HomePodには搭載されていない。また、Echo Studioでは光ミニ入力端子を搭載し、Echo Linkでは光デジタル入力端子を搭載したことにより、HomePodと同様に他社ストリーミングサービスの音楽再生にも対応することが可能になったが、この場合はEcho Showの強みである曲名・ジャケット表示機能を失ってしまう。
Echo Showの曲名・ジャケット表示機能については、Amazon Musicなどの対応サービスのみに適用されるが、AirPlay 2では自社他社サービス問わず曲名・ジャケット表示機能に対応している。Radikoの場合は、Echo Showでは放送局名のみ表示されるが、AirPlay 2では放送局名だけでなく、番組名とジャケット表示にも対応している。
Echo Studioではハイレゾに対応しているが、HomePodやAirPlay 2では対応していない。両者ともドルビーアトモスには対応しているが、HomePodではSONY 360 Reality Audioには対応していない。
HomePodは、Echo PlusやEcho Studioとは異なりZigBee規格には非対応。但し、ZigBee規格に対応したフィリップスのHueシリーズ等はHomeKitに対応しているため補完は可能である。
HomePodには無いオプション製品として、サブウーファーのEcho Sub、車載用のEcho Auto等がある。
Google Homeシリーズとの比較
音声認識やスマートフォンの普及台数、対応製品などはAppleを大きく凌駕したシェアを持っており、シリーズ製品も多く発売されている。
Chromecast Audio等の製品やMiracastはハイレゾ対応により伝送レートにおいてAirPlay 2よりも優位性はあるものの、Apple Musicとは異なりGoogle Play MusicやYouTube MusicではCD品質及びハイレゾはおろか3D音声にも対応していない。また、AppleのMusicアプリは、Apple TVやAirMac Express等を触媒に使用してAirPlay 2機能を使って音質向上させる裏技があり、Apple Musicの空間オーディオ及びロスレス化も相まって、音楽再生機能や使い勝手、音質面、スピーカーのスペックについてはHomePodに優位性がある。HomePod miniについては価格帯や機能面等において競合している。
Google Nest Hubは、Echo Showシリーズと同様にHomePodには無い画面表示機能が搭載されており、曲名・ジャケット表示機能は勿論のこと、YouTube再生にも標準で対応している。
HomePodには無いオプション製品として、メッシュWi-FiルーターのGoogle Nest WiFiがある。尚、Appleは過去にAirMac Extreme、AirMac Express、Time MachineといったWi-Fiルーターを販売してきたが、2021年現在では販売終了しており、これらの製品ではメッシュWi-Fi機能や音声認識機能には非対応である。
Sonos Oneとの比較
価格面やコスパについてはHomePodを大きく凌駕するような機能を持っているが、HomePodよりも劣る点は幾つかあり、Sonos Oneでは5GHz帯のWi-Fiには非対応、2Wayモノラルスピーカーのため単体ではステレオ再生と3D音声には対応していない。
AirPlay 2に対応しているため、曲名・ジャケット表示機能などの音楽再生機能はHomePodとほぼ同じ機能を持つが、5GHz帯のWi-Fi非対応のため、グループ化可能な機種は限られる。
HomePodには無い固有機能として、Sonos Portを使用してアナログ音源の再生に対応している点である。